# Bayard Canada
Bayard Canada est une société[Depuis quand ?] canadienne, propriété de la communauté religieuse catholique des Augustins de l'Assomption,, située à Québec. Bayard Canada est une société de communication, qui publie des périodiques, des livres et qui administre des sites web. Bayard cible trois marchés majeurs, mais distincts, les jeunes de 0 à 18 ans, les 50 ans et plus, et les chrétiens, particulièrement les catholiques.

## Description
Le siège social de Bayard Canada est à Montréal Le bureau de Montréal emploie plus d'une soixantaine de personnes qui travaillent à l'édition, la production, le design, la commercialisation, le service à la clientèle et la distribution des marques Bayard, y compris Pomme d'Api, Raton Laveur, Les Débrouillards, Novalis et BND Distribution.
Le bureau de Toronto emploie plus d'une trentaine de personnes, dont la plupart travaillent sur l'édition, le design, la production et la commercialisation des revues Chirp, chickaDEE et OWL, incluant les labels Owlkids Books et Maple Tree Press récemment acquis. C'est également à Toronto que sont élaborés les livres et les périodiques religieux de marque Novalis en anglais, ainsi que des ressources paroissiales.